# Rhamphostomella cristata
Rhamphostomella cristata är en mossdjursart som beskrevs av Walter Douglas Hincks 1889. Rhamphostomella cristata ingår i släktet Rhamphostomella och familjen Romancheinidae. Inga underarter finns listade i Catalogue of Life.